# Egelstelling
Een egelstelling in een militaire context is een stelling met weerstand en actieve verdedigingsmiddelen naar alle open zijden. Uiteraard ligt de sterke verwantschap met de egel, met zijn markante stekels naar boven- en zijkanten, voor de hand. 

## Historische context
De egelstelling zag men al in de vroegste vormen van stellingbouw terug. Oude vestingwerken waren doorgaans versterkt en voorzien van faciliteiten voor het bestrijden van belegeraars naar alle open zijden van een vesting. Ook in modernere tijden, zoals de middeleeuwen, zag men deze karakteristieken terug. Nederland kent nog talloze oude vestingsteden met karakteristieken van stervormige vestingen naar alle open zijden. Voorbeelden zijn Naarden, Coevorden of Willemstad (Noord-Brabant). In de meidagen van 1940 werden halve egelstellingen als het Hoornwerk met bastions bij de Grebbeberg en bij Tholen (stad) nog als defensiewerken gebruikt tegen de Duitse aanvallers, met verweer naar de volle 180 graden die zij verdedigden.   
De egelstelling is door de militaire historie heen in allerlei vormen en gedaanten zichtbaar geweest, zowel in statische verdedigingen als in formatievormen van het manoeuvrerende veldlegereenheden. De typerende Romeinse formatie testudo was een vierkante of hoekige formatie waarbij een formatie zich onder schild verplaatste of opstelde in anticipatie op aanvallen of beschietingen van alle zijden, inclusief de bovenzijde. Als de vijand dichtbij was kon vanuit de formatie hetzij met steekwapens tussen de schilden door, hetzij door het verbreken van de schilddefensie en hanteren van de persoonlijke wapens naar alle zijden offensief opgetreden worden. Deze formatie wordt ook wel als een vroege voorloper van gepantserde eenheden gezien. 
De Franse formatie carré geniet ook veel bekendheid, omdat de formatie langere tijd toonaangevend was als tactiek tegen het afslaan van aanvallen door lichte cavalerie of meerzijdige bedreiging door gewone infanterie. Deze defensieve formatie heeft veel gelijkenis met de egelformatie die in latere tijden werd aangenomen om - doorgaans met inferieure aantallen - een vijand met een veelzijdige defensie te vertragen of een belangrijk logistiek knooppunt naar alle zijden te verdedigen.